# Mahmut Erdem
Mahmut Erdem (* 1963 in Gemerek, Sivas, Türkei) ist ein türkisch-deutscher Politiker der Grün-Alternativen Liste (GAL) und ehemaliges Mitglied der Hamburgischen Bürgerschaft.

## Leben und Beruf
Der in der Türkei geborene Erdem kam 1971 im Kindesalter nach Deutschland. Er studierte ab 1984 Rechtswissenschaften an den Universitäten in Göttingen und Hamburg. Seit 1989 ist er deutscher Staatsbürger und seit 1995 selbständiger Rechtsanwalt.

## Politik
Erdem war für die GAL Deputierter in der Innenbehörde. Er war 1994 Mitglied bei der 10. Bundesversammlung (gewählt wurde Roman Herzog) und kandidierte im selben Jahr für den Deutschen Bundestag über die GAL Landesliste-Hamburg. Er verpasste aber den Einzug in das Parlament.
Er war für die GAL Mitglied der Hamburgischen Bürgerschaft in der 16. Wahlperiode von 1997 bis 2001. Für seine Fraktion saß er im Eingabenausschuss, im Innenausschuss sowie im Rechtsausschuss.